# Szent-tornyai parasztszínház
A szent-tornyai parasztszínház a magyar történelemben szinte egyedülálló próbálkozás volt a parasztság művelése céljából. Alapítója, igazgatója, rendezője, s minden egyéb ügyek intézője Justh Zsigmond pusztaszenttornyai nemes, író volt.

## Előzmények
Többféle előzménye volt a parasztszínház létrejöttének. Közrejátszott benne gyermekkori élménye, a betlehemi játékok, a dohánytermesztők (a gányók) szokásainak megismerése. Emellett párizsi tartózkodása idején orosz barátaitól (Verescsagin, Antokolszkij) hallott a jobbágyszínházakról, valamint a francia gázgyári dolgozók avantgárd színházáról is. Igazi indítéka mégis a társadalmat megújító terve volt, amely a parasztság szellemi gazdagságát, műveltségének bővítését kívánta elérni. Szoros érzelmi, erkölcsi kapcsolat fűzte Szentetornyához, a pusztához, annak népéhez.
1889-től felerősödik benne a hazavágyás, alig várja a tavaszt, hogy hazatérhessen. „De jó itt nyugodni. Az enyéim között, az én istenáldta boldog népem között” – írja  Czóbel Minkának. Birtokán a parasztok bérlők voltak, jobb anyagi körülmények között éltek. A fél falu a „komája” volt, a keresztelőkre, esküvőkre mindig meghívták, de vendégeivel is gyakran ellátogatott a parasztjaihoz. Gyakran vendégeskedett náluk, legjobb parasztbarátait meghívta, gyakran énekeltek együtt. Látogatta a helyi iskolát is, a jó tanulókat megjutalmazta, de támogatta a helyi olvasókört is, könyveket, zászlót adományozott, és felolvasást tartott barátaival. 1890-ben ifjúsági egyletet alapítottak, az olvasóvá nevelést szorgalmazták.
Az elgondolás, amelyre e színházat építette, szoros kapcsolatban van a magyar paraszt jellemével kapcsolatban kialakított nézeteivel. Úgy vélte, hogy a magyar paraszt életszemlélete és érzésvilága – a görög jellemmel hasonlítható fatalisztikus nyugalma és derűje – kiválóan alkalmas a klasszikus alkotások felidézésére és befogadására. Hipotézisét a gyakorlat igazolni látszott, mert valóban sikerült egy olyan parasztokból álló színtársulatot létrehoznia, amelyet a falu csakugyan magáénak érzett, s amelynek csodájára járt a pesti – sőt a Justh meghívta külföldi művésztársaság is. Persze – ma már látnunk kell – nemcsak "pszichológiai" okai voltak a sikernek. A gádorosi, szent-tornyai, orosházi nép bizalommal volt személyesen Justh iránt, mivel megérezte benne a szociális és kulturális gondjai iránti őszinte érdeklődést. Mi sem bizonyítja ezt jobban, mint az a körülmény, hogy a szent-tornyai szociáldemokrata szervezet Justhot díszelnökévé választotta. Kulcsár Pál, a helyi szociáldemokrata vezér egyébként a színjátszó társulat egyik legaktívabb és legtehetségesebb szereplője volt, akit Justh annyira becsült, hogy egy alkalommal Párizsba is magával vitte, hogy megmutathassa neki a Théâtre Français előadásait. Ezek a motívumok egyszersmind azt is bizonyítják, hogy Justh vállalkozása nem valami romantikus, elszigetelt vállalkozás volt csupán. Egy olyasfajta kultúrszomjat elégített ki, amely nem kis mértékben éppen a falun meginduló agrárszocialista mozgalmakkal függött össze: egy valóságos társadalmi mozgás teremtette igénnyel, amely végül is a viharsarki parasztság oly jelentős olvasóköri mozgalmát is létrehozta.

## Története
Justh a parasztságban nemzetmentő, művészi erőt, jó szellemi adottságokat látott. Erre alapozta a színházi terveit is.
A birtokán szervezett színházzal a legfőbb célja megmutatni a parasztság ősi tehetségét, kiaknázatlan szellemi erőtartalékait. Az első előadást 1892-ben tartották, az utolsót 1894. augusztus 25-én. Az első évben a színház a kiürített virágház volt deszkacölöpökre állított színpaddal, függönnyel, nézőtérrel, padokkal, görög mintára épített padokkal. Ezt a színházat nevezte Justh később (amikor a következő nyáron már a nagyobbat, az amfiteátrumot is megépítette) Kis Színháznak. Az Amfiteátrum vályogból épült, s fehérre meszelték. Valóságos amfiteátrum volt: köralakú fedetlen épület, köröskörül fokozatosan emelkedő sorokkal, melyekben szakaszokra voltak beosztva az ülőhelyek, piros vászonnal bevonva, előttük padok. A színpadot valamivel magasabbra építették, előtte elkerített hely volt a kar számára, s egy súgólyuk féle, melyen kopogtatóval jelezték az előadás kezdetét. A színház hossza 18-20 méter, szélessége 8-10 méter, fala mintegy 3 méter magas. Teteje nem volt, hanem szép lombos fák borultak rá. A színpad fél méterre volt emelve. A színpad mellett két fülke és középen egy kijáró ajtó volt. Úgy a fülkéket, mint a kijáró ajtót vörös szövet takarta el. A nézőtér közepén a fal mellett volt a páholy. A páholy mellett jobbról és balról egy sor szék, a székek előtt két sor pad, a padok végén ismét két sor rövid pad volt elhelyezve. A két kör-pad vörös szövettel volt bevonva. A színpad nem volt elzárva függönnyel. A fal mellett és a bejáróknál volt az állóhely. Az épület körüli parkban állt Jászai Mari és Justh Zsigmond szobra is, melyeket Strobl Alajos készített.

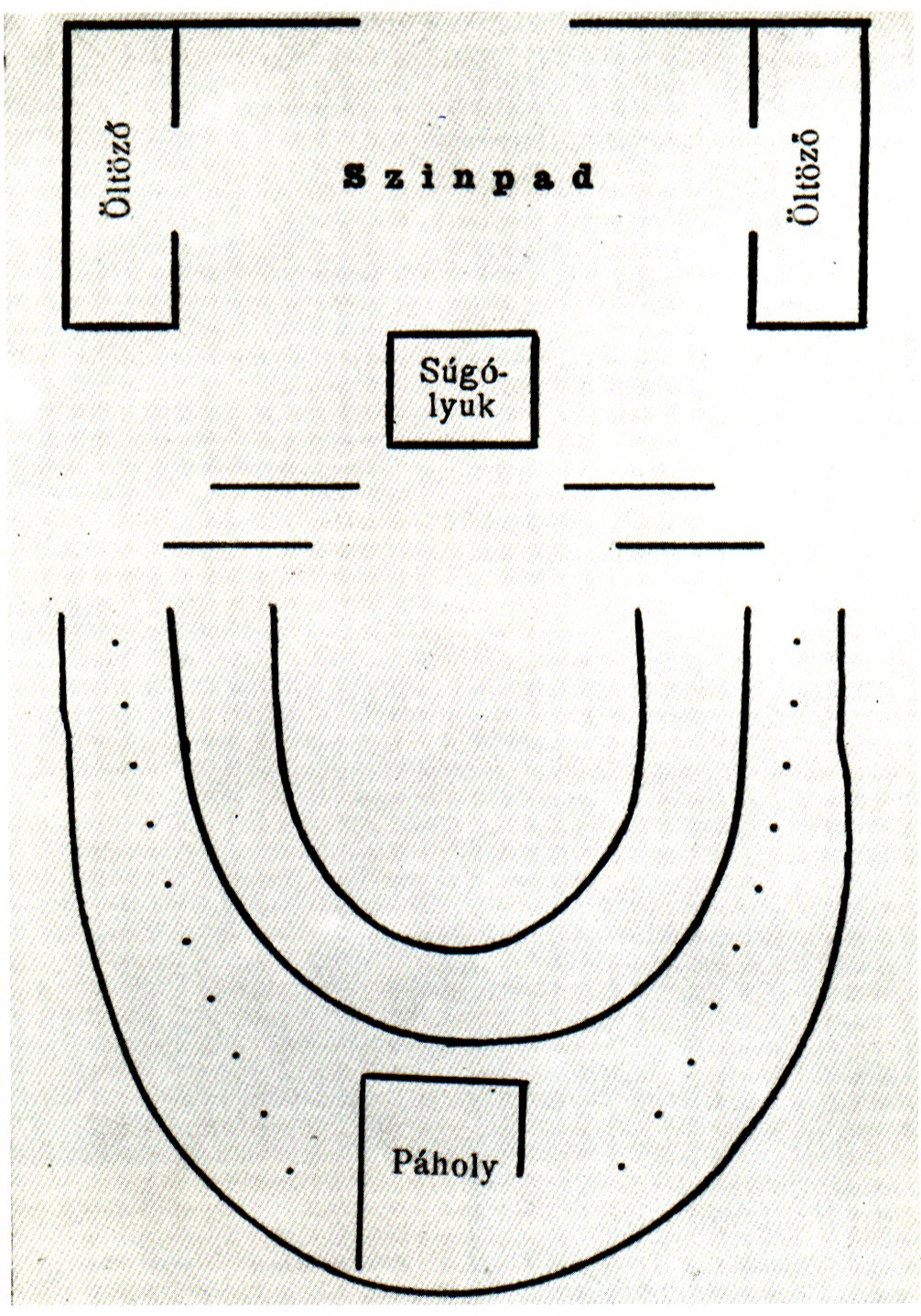
Justh saját vázlata az Amfiteátrumról

Justh maga is írt több egyfelvonásos népszínművet, de a parasztszínházban előadták többek között Molière, Szophoklész, Shakespeare, vagy éppen Czóbel Minka darabjait is. A színdarabok rendezője, díszletmestere maga Justh Zsigmond volt, de sok segítséget kapott Henczély Károly tanítótól is. A bútorokat a kastélyból hozták ki, a francia darabok jelmezeit Pestről hozatta, sok egyéb kelléket Orosházán vásároltak meg. Sikereiről újságíró barátai számoltak be, miközben a színházat két alkalommal maga Jászai Mari is meglátogatta.
Justh ujjongva jegyzi fel naplójába, barátaihoz írt leveleibe, milyen szép eredményt ért el.
Népem dehogy tudna betelni egy darabbal. Vannak is ilyenkor annyian, hogy alig férnek el egymástól. [...] Még a táncot is abbahagyják, és eljönnek megtekinteni, hogy Petrucchio és bősz Katája mire jutottak? Hogy érdeklődnek minden szavuk, minden mozdulatuk iránt! És a próbák végén annyi az új jelentkező, minden szerepre könnyűszerrel kaphatnék hat színjátszót is! És játszanak teljes lelkükből. Szeretettel csüggnek szerepeiken, tudják, mint a karikacsapás, megérzik, meglatolgatják minden betűjét!
Justh színháza, mintegy cáfolataként annak a polgári és dzsentri nézetnek, hogy a parasztnak a könnyed, sekélyes színpad való, hogy a felszínes népszínmű mutatható csak be sikerrel – komoly, klasszikus színházat játszott. A színház műsorán ókori klasszikusok szerepeltek, Arisztophanész és Plautus elsősorban; továbbá szerepeltek Shakespeare-től és Molière-től tragikus és komikus darabok egyaránt. Maga Justh is több egyfelvonásost írt, egynek a címéből –Siralomház – sejthetjük, hogy jobbára tragikus témák érdekelték; föltehetőleg foglalkozott a Gányó Julcsa dramatizálásának gondolatával is (barátja, Rózsa Miklós mintegy az ő végrendeletét teljesítve dolgozta fel színmű formában a regényt, évekkel később). De előadták Justh barátainak a darabjait is, így Czóbel Minkáét. S tudjuk azt, hogy Thury Zoltán müncheni tartózkodása idején ajánlja fel közreműködését.

A korabeli nyilatkozatok, sajtóvisszhangok egyöntetűen az előadások magas színvonalát dicsérik. 
Justh művészei valóban nem is színészek többé, de interpretálók. Felfogják, s egészében beleélik magukat a lángész mindig egyszerű eszmeszüleményeibe.
Justh az első előadásokat 1890 nyarától tartotta – amíg a téli helyiséget fel nem építette – szabad téren, a kastély fái között. Az utolsó előadás 1894 nyarán volt – utolsó párizsi útja előtt –, Plautus Fecsegőkjét játszották. Halála után nem volt aki parasztszínháza ügyét folytatta volna, s a színtársulat így hamarosan feloszlott. Megmaradt egy értékes és tanulságos, de elszigetelt, tragikusan félreértett századvégi kezdeményezésnek.